# Alpinia congesta
Alpinia congesta är en enhjärtbladig växtart som beskrevs av Adolph Daniel Edward Elmer. Alpinia congesta ingår i släktet Alpinia och familjen Zingiberaceae. Inga underarter finns listade i Catalogue of Life.